# Захаровское сельское поселение (Тверская область)
Заха́ровское се́льское поселе́ние — упразднённое муниципальное образование в составе Селижаровского района Тверской области. На территории поселения находятся 20 населенных пунктов.
Центр поселения — деревня Захарово.
Образовано в 2005 году, включило в себя территорию Захаровского сельского округа.
Законом Тверской области от 17 апреля 2017 года № 25-ЗО были преобразованы, путём их объединения, муниципальные образования Березугское, Захаровское, Ларионовское и Талицкое сельские поселения в Селижаровское сельское поселение.

## Географические данные
- Общая площадь: 125,8 км²
- Нахождение: центральная часть Селижаровского района
  - Граничит:
    - на севере — с посёлком Селижарово
    - на северо-востоке — с Талицким СП
    - на юго-востоке — с Оковецким СП
    - на западе — с Дмитровским СП.

Северо-восточной границей поселения является река Волга, западной — река Песочня.

## Население
На 01.01.2008 — 435 человек. По переписи 2010 — 339 человек.

## Населённые пункты
На территории поселения находились следующие населённые пункты:
| №  | Тип нп | Название         | Население (2008 год) |
| -- | ------ | ---------------- | -------------------- |
| 1  | дер.   | Захарово         | 298                  |
| 2  | дер.   | Безумничино      | 7                    |
| 3  | дер.   | Большое Ивахново | 6                    |
| 4  | дер.   | Бутырки          | 5                    |
| 5  | дер.   | Бучково          | 4                    |
| 6  | дер.   | Быково           | 14                   |
| 7  | дер.   | Дерюшино         | 0                    |
| 8  | дер.   | Краски           | 30                   |
| 9  | дер.   | Костенево        | 17                   |
| 10 | дер.   | Кузнятино        | 3                    |
| 11 | дер.   | Ладное           | 7                    |
| 12 | дер.   | Макарово         | 4                    |
| 13 | дер.   | Малое Ивахново   | 0                    |
| 14 | дер.   | Мосягино         | 6                    |
| 15 | дер.   | Мошки            | 2                    |
| 16 | дер.   | Сижинское        | 23                   |
| 17 | дер.   | Смольки          | 0                    |
| 18 | дер.   | Теглецы          | 9                    |
| 19 | дер.   | Угольница        | 0                    |
| 20 | дер.   | Чижи             | 0                    |

В 1998 году исключена из учетных данных деревня Дубки.

## История
С образованием в 1796 году Тверской губернии территория поселения вошла в Осташковский уезд.
В 1940-50-е годы на территории поселения существовали Захаровский и Краскинский сельсоветы Кировского района Калининской области.

## Известные люди
В деревне Захарово родился Герой Советского Союза Василий Николаевич Голоулин.